# Bacteria reductora de azufre
Las bacterias reductoras de azufre obtienen su energía reduciendo azufre a sulfuro de hidrógeno. Acoplan esta reacción a la oxidación de acetato, succinato o de otros compuestos orgánicos.
Varios tipos de bacterias y numerosas archaea no metanógenas pueden reducir el azufre.
Algunas bacterias, por ejemplo Proteus, Campylobacter, Pseudomonas y Salmonella, tienen la capacidad de reducir el azufre, pero puede también utilizar oxígeno y otros aceptadores terminales de electrones. Otras, tales como Desulfuromonas, usan solamente azufre.
Algunas bacterias pueden utilizar tanto azufre como sulfato como fuente de la energía.